# マリア・アンナ・ゾフィア・フォン・ザクセン
マリア・アンナ・ゾフィア・ザビーナ・アンゲラ・フランツィスカ・クサヴェリア・フォン・ザクセン（Maria Anna Sophia Sabina Angela Franziska Xaveria von Sachsen, 1728年8月29日 - 1797年2月17日）は、バイエルン選帝侯マクシミリアン3世ヨーゼフの妃。

## 生涯
ポーランド王アウグスト3世（ザクセン選帝侯フリードリヒ・アウグスト2世）と、妃マリア・ヨーゼファの三女として、ドレスデンで生まれた。兄にザクセン選帝侯フリードリヒ・クリスティアン、姉にスペイン王妃マリア・アマーリエ、妹にフランス王太子妃でルイ16世ら3人のフランス王の母となったマリア・ヨーゼファがいる。
夫との間に子供がなく、1777年に夫が死去すると、オーストリアに対するバイエルンの独立、ヴィッテルスバッハ家のプファルツ系傍系ツヴァイブリュッケン＝ビルケンフェルト家の選帝侯位継承を目指し、プロイセン王フリードリヒ2世と交渉した。しかし、プファルツ選帝侯カール4世フィリップ・テオドールがバイエルン選帝侯家を相続し、神聖ローマ皇帝ヨーゼフ2世と秘密条約（バイエルンとオーストリア領ネーデルラントの交換）を結んだため、プロイセン・オーストリアの介入したバイエルン継承戦争が勃発し、どちらの計画も頓挫してしまった。
マリア・アンナは、余生をフューステンリート宮殿で過ごし、のちに子供のないカール・テオドールの後継者にツヴァイブリュッケン＝ビルケンフェルト家のマクシミリアン・ヨーゼフ（のちのバイエルン王）が選ばれたことを、バイエルン国民と祝ったという。ただし、自身はマクシミリアンの選帝侯位継承（1799年）を見届けることなく、1797年に没した。